# 미트리다테스 전쟁

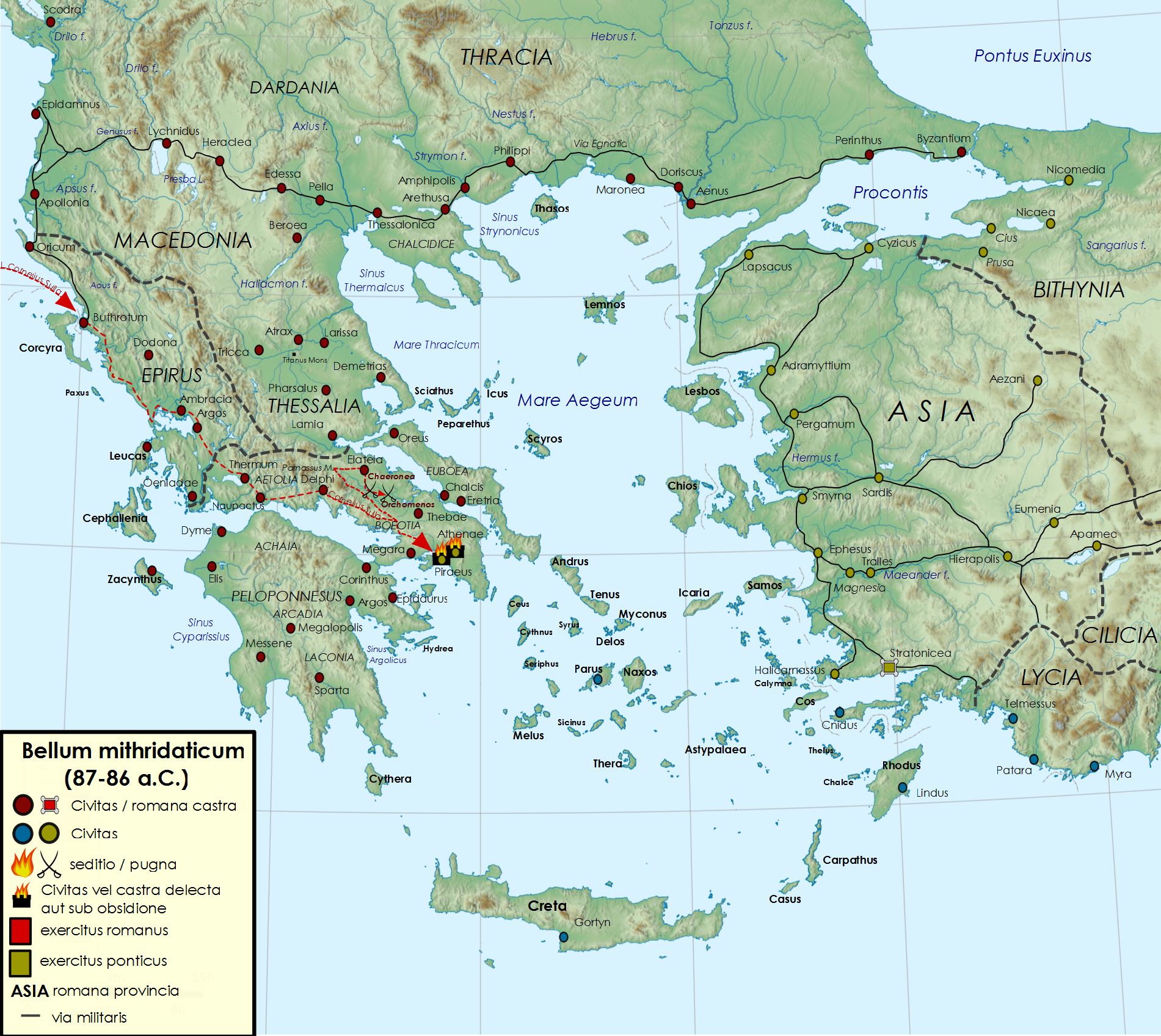
기원전 87년-86년 미트리다테스 전쟁.

미트리다테스 전쟁은 기원전 88년에서 63년 사이에 로마 공화국과 폰토스 왕국 및 그 동맹국들 사이에 벌어진 세 차례의 분쟁이다. 이 전쟁은 로마와의 적대 행위를 시작한 전쟁 당시 폰토스 왕국의 미트리다테스 6세의 이름을 따서 명명되었다. 미트리다테스는 모든 전쟁에서 폰토스군을 이끌었다. 로마는 전쟁 내내 루키우스 코르넬리우스 술라, 루키우스 리키니우스 루쿨루스, 그나이우스 폼페이우스 마그누스 등 다양한 장군과 집정관의 지휘를 받았다.
이 전쟁은 폰토스와 로마가 카파도키아와 비티니아의 다른 왕들을 지지하면서 시작되었다. 분쟁은 기원전 63년 미트리다테스의 죽음과 로마 공화국의 폰토스와 시리아 합병으로 끝났다. 전쟁이 끝난 후 미트리다테스의 아들 파르나케스 2세가 통치하는 아르메니아 왕국과 보스포로스 왕국은 로마의 동맹 종속국이 되었다.

## 어원
벨룸 미트리다티쿰("미트리다테스 전쟁")은 기원전 88년 로마 원로원이 미트리다테스에 대한 전쟁을 선포하며 발행한 명령 또는 영장을 로마 공식 서클에서 지칭하는 말이었다.틀:Dubious span
그 후 역사가들은 전쟁의 진행이 세 가지 논리적 하위 구분으로 나뉜다는 것을 알아차렸다. 그들 중 일부는 단수형으로 용어를 사용한 동일한 텍스트에서 이러한 하위 구분을 "제1차", "제2차", "제3차"로 부르기 시작했다. 로마 공화국이 일반적인 기억에서 사라지면서 원래의 법적 의미는 인식되지 않았다. 몇몇 역사가들은 전쟁 선포 이전의 사건들을 전쟁에 포함시켰다.
오늘날, 전쟁과 관련된 모든 것은 그 안에 포함될 수 있다. 따라서 "제1차 미트리다테스 전쟁"이라는 용어는 소아시아 국가들 간의 전쟁과 이들 전쟁의 당사자들에 대한 로마의 지원 또는 지원 부족을 포함하도록 확장되었다. 이러한 지원을 제공한 장교들은 원로원의 다른 명령에 따라 행동했으며, 명령받지 않은 일을 하는 것은 본국에서 형사 고발의 위험을 감수하는 것이었다.

## 전쟁들

### 서곡
미트리다테스 전쟁은 미트리다테스가 주변 왕국들을 자신의 영토로 통합하는 과정에서 로마의 반대에 부딪히면서 발생했다. 미트리다테스는 카파도키아 왕국의 왕과 자신의 여동생을 결혼시킨 후 그를 죽이고 어린 조카 아리아라테스 9세를 꼭두각시 통치자로 왕위에 앉힘으로써 카파도키아 왕국을 합병했다. 미트리다테스는 자신의 이복형제 니코메데스 4세를 전복시킨 후 소크라테스 크레스투스라는 비티니아 왕위 경쟁자를 또 다른 꼭두각시 통치자로 지지했다. 이들 왕위의 경쟁자들은 상속 분쟁과 폰토스가 자신들의 왕국에 미치는 영향에 대해 로마 원로원에 호소하기 위해 도피했다. 카파도키아 귀족 아리오바르자네스 역시 아리아라테스 9세에 맞서 자신의 주장을 펼쳤고 원로원의 승인을 받은 카파도키아 왕으로 선택되었다. 원로원 사절단이 미트리다테스 지지 왕들을 로마가 선호하는 왕들로 교체하기 위해 동쪽으로 파견되었다.
아퀼리우스 사절단은 기원전 90년 여름 로마에서 비티니아와 카파도키아 왕위에 로마가 지지하는 인물들을 앉히기 위해 파견되었다. 이 사절단은 이전에 기원전 129년 집정관을 역임했던 저명한 정치인 마니우스 아퀼리우스가 이끌었다. 사절단은 로마 속주 아시아의 총독 카시우스의 군대를 얻었다. 미트리다테스는 로마 사절단에 반대하지 않았고, 기원전 90년 가을까지 니코메데스 4세와 아리오바르자네스 1세 모두 아무런 전투 없이 각자의 나라의 왕으로 즉위했다. 목표를 달성한 사절단은 다음 겨울에 떠났다. 그러나 사절단이 떠나기 전에 아퀼리우스는 왕들에게 이전에 그들의 주장을 지지하도록 원로원 의원들에게 뇌물을 주기 위해 빌린 돈을 갚기 위해 미트리다테스를 공격하라고 촉구했다.
니코메데스 4세는 비티니아의 왕으로 즉위한 직후인 기원전 90년에 미트리다테스와의 적대 행위를 시작했다. 니코메데스는 기원전 89년 봄까지 폰토스 영토를 침략했고, 이에 미트리다테스는 로마 종속국의 공격에 대응하여 로마에 대표단을 파견했다. 로마는 비티니아가 폰토스를 침략해서는 안 된다고 응답했지만, 미트리다테스가 보복으로 비티니아를 공격하는 것을 허용하지 않았다.
기원전 89년 여름, 미트리다테스는 카파도키아로 군대를 이끌고 로마가 임명한 아리오바르자네스 1세를 축출하고 왕국을 점령했다. 이 군사 행동은 아퀼리우스 사절단이 시행한 것에 위배되는 것이었으며, 미트리다테스와 폰토스에 대한 전쟁의 정당화로 사용되어 로마와 폰토스 간의 전쟁이 시작되었다.

### 제1차
제1차 미트리다테스 전쟁 (기원전 89년-85년)은 미트리다테스가 로마의 동맹국인 카파도키아로 군대를 보내 원로원이 지지하는 왕을 축출하면서 발발했다. 로마는 동맹시 전쟁으로 바빠 동쪽으로 병력을 파견하여 미트리다테스를 막는 데 더뎠다. 그해의 집정관 중 한 명인 술라는 18개월간의 준비 끝에 기원전 87년에 5개 군단을 이끌고 파견되었는데, 이는 전쟁 시작 이후 로마가 파견한 첫 번째 주요 병력이었다.
기원전 89년, 미트리다테스는 카파도키아를 점령한 후 비티니아로 진격하여 니코메데스 4세를 격파하고 왕국을 점령했다. 이어서 마니우스 아퀼리우스의 지휘 아래 아나톨리아에 남아있던 로마군이 미트리다테스를 몰아내기 위해 군대를 집결시켰다. 미트리다테스는 이 병력을 격파하고 아나톨리아 전역으로 무인지경의 진격을 계속했다. 기원전 88년, 미트리다테스는 카파도키아 점령과 함께 로마 속주인 아시아와 킬리키아를 완전히 장악했다.
기원전 88년 봄, 미트리다테스 군대는 아시아 저녁기도 학살을 자행하여 점령지에서 로마의 영향력을 제거하기 위해 이들 속주의 로마인과 라틴어 사용자를 체계적으로 살해했다. 이 학살의 사망자 수는 8만 명 이상으로 추정된다. 아테네 철학자 아리스티온은 원래 미트리다테스에게 대사로 파견되었으나 왕과 친해져 그의 심복이 되었다. 기원전 88년, 미트리다테스는 아리스티온을 아테네로 돌려보냈고, 아리스티온은 시민들을 설득하여 반란을 일으키고 그를 아테네의 참주로 선포했다. 미트리다테스는 또한 그의 장군 중 한 명인 아르켈라오스를 상당한 폰토스 병력과 함께 아리스티온이 로마군에 맞서도록 돕기 위해 파견했다. 아테네는 미트리다테스의 지원을 받아 로마 통치에 반항했으며, 다른 여러 도시들도 아테네에 합류했다. 아리스티온은 테오스의 아펠리콘을 병력과 함께 보내 아직 로마에 충성하던 델로스에 보관된 신성한 보물을 탈취하게 했다. 아펠리콘은 델로스 섬을 약탈하여 주민 약 10만 명을 죽이고 살아남은 자들은 노예로 삼았다. 아펠리콘은 섬에 보관된 부, 특히 섬으로 유명했던 아폴론 신전의 신성한 보물을 탈취한 후 아테네로 돌아갔다.
술라는 기원전 87년에 이피로스에 상륙한 후 그리스 반란의 지도자인 아테네로 진군했다. 그해 여름 그는 아테네를 포위했으며, 포위는 다음 해인 86년 초 로마군이 방어선을 뚫고 아테네를 공격할 때까지 계속되었다. 아리스티온과 그의 일부 추종자들은 아크로폴리스로 후퇴하여 늦봄까지 로마군에 의해 포위되었고, 그 후 아리스티온은 사망했다.
기원전 86년, 루키우스 발레리우스 플라쿠스 휘하의 로마군이 술라를 체포하고 미트리다테스를 격파하기 위해 파견되었다. 플라쿠스는 술라보다 미트리다테스를 먼저 처리하기로 결정하고 헬레스폰트를 건너 폰토스 점령지로 들어갔다. 플라쿠스는 그의 병력 내에서 가이우스 플라비우스 핌브리아가 이끄는 반란으로 살해당했으며, 핌브리아는 로마군을 장악했다. 핌브리아는 당시 미트리다테스가 있던 페르가몬 시를 포위하고 점령했다. 그러나 그는 미트리다테스가 바다로 안전하게 도주하는 것을 막을 수 없었다.
아르켈라오스는 병력을 이끌고 도시를 탈출하여 중앙 보이오티아에서 카이로네아 전투에서 술라와 교전했다. 미트리다테스는 다른 장군인 탁실레스를 보내 아르켈라오스에게 지원군을 보냈다. 폰토스 병력은 로마군보다 수가 많았지만, 로마군이 전투에서 승리하여 탁실레스를 생포하고 아르켈라오스가 생존자들과 함께 할키스로 도주하도록 강요했다. 그곳에서 아르켈라오스는 지원군을 받아 그리스 본토로 돌아와 기원전 85년에 오르코메노스 전투에서 술라와 다시 교전했다. 아르켈라오스의 병력은 다시 로마군보다 수가 많았지만, 로마군이 승리했다. 아르켈라오스는 전장에서 도주하여 미트리다테스에게 돌아갔다. 미트리다테스는 그리스를 다시 침공하지 않고 병력을 아나톨리아로 철수시켰다.
기원전 85년 후반에 미트리다테스와 아르켈라오스는 다르다노스에서 술라와 만나 평화 조약을 논의했다. 전쟁은 다르다노스 조약으로 끝났다. 이 조약은 비티니아와 카파도키아 왕국을 로마가 지지하는 왕들에게 돌려주는 것으로 규정했지만, 미트리다테스는 자신의 폰토스 왕국을 유지했다. 전쟁을 끝낸 후 술라는 원로원 내 파벌 간에 권력 투쟁이 내전으로 발전하고 있었기 때문에 로마로 신속하게 철수했다.

### 제2차
제2차 미트리다테스 전쟁 (기원전 83년-81년)은 로마군이 폰토스 왕국을 공격하면서 시작되어 로마와 미트리다테스 사이의 분쟁이 재점화되었다. 이는 3년 전 제1차 미트리다테스 전쟁을 종결시킨 기원전 85년의 다르다노스 조약에 따른 평화를 끝냈다. 로마군은 술라의 부관으로 복무하며 지역 방어를 감독하기 위해 주둔했던 루키우스 리키니우스 무레나가 지휘했다. 무레나는 미트리다테스가 북쪽 크림 부족의 반란을 진압하기 위해 병력을 모으고 있을 때 로마 영토에 대한 새로운 침공을 준비하고 있다는 두려움 때문에 폰토스 도시 코마나에 대한 공격을 명령했다.
코마나 공격 후 무레나는 폰토스 왕국으로 병력을 진군시켰고, 미트리다테스군은 저항하지 않았다. 미트리다테스는 무레나에게 다르다노스 조약으로 확립된 평화 때문에 분쟁을 중단하라고 사절을 보냈으나, 무레나는 술라가 조약을 작성하지 않았기 때문에 조약이 없다고 답했다. 무레나는 기원전 82년에 폰토스 마을을 약탈한 후 카파도키아로 돌아갔다. 미트리다테스는 로마 원로원에 사절을 보내 자신의 영토를 황폐화시키고 있는 로마군을 철수시켜 달라고 요청했다. 원로원은 미트리다테스의 요청에 동의하여 무레나에게 폰토스 왕국에 대한 공격을 철회하고 중단하라고 명령했지만, 무레나는 이를 거부하고 분쟁을 계속했다.
기원전 82년 후반, 무레나는 미트리다테스의 장군 중 한 명인 고르디우스가 이끄는 소규모 폰토스군과 마주쳤다. 로마군과 폰토스군은 할리스강에서 만나 할리스 전투를 벌였다. 전투에서 수적으로 열세인 폰토스군은 미트리다테스 자신이 지원군과 함께 도착하여 로마군을 격파할 때까지 우세한 로마군에 맞섰다. 이 결정적인 전투는 제2차 미트리다테스 전쟁에서 로마군과 폰토스군 사이의 유일한 주요 교전이었다.
전쟁은 술라가 미트리다테스가 몇 년 전 합의했던 조약을 위반하지 않았으므로 무레나에게 분쟁을 끝내라고 사절을 파견하면서 끝났다. 기원전 81년까지 폰토스와 로마 사이에 평화가 수립되었고, 그 후 무레나는 아나톨리아에서 로마로 소환되었다. 이 평화는 기원전 74년 미트리다테스가 소아시아의 로마 영토를 침공하여 제3차 미트리다테스 전쟁을 촉발할 때까지 계속되었다.

### 제3차
제3차 미트리다테스 전쟁 (기원전 74년-63년). 로마군은 주로 루키우스 리키니우스 루쿨루스 (기원전 75년-66년)가 이끌었고, 그 다음으로는 폼페이 (기원전 66년-63년)가 이끌었다. 미트리다테스 편의 아르메니아 왕국처럼 로마와 폰토스 양측의 동맹을 통해 여러 국가가 전쟁에 휘말렸다. 전쟁은 기원전 74년 로마의 동맹 종속국인 비티니아 왕이 사망하여 유언으로 자신의 왕국을 로마에 넘겨주면서 시작되었고, 미트리다테스는 이로 인해 로마가 소아시아에서 더 많은 영향력을 얻게 될 것이라는 생각에 침공을 감행했다. 미트리다테스는 퀸투스 세르토리우스, 즉 아직 원로원에 반대하던 가이우스 마리우스의 인민파 지지자가 히스파니아에서 로마에 대한 대규모 반란을 한창 벌이고 있을 무렵에 침공을 개시했다.
원로원은 미트리다테스의 침공에 대응하여 집정관 루키우스 리키니우스 루쿨루스와 마르쿠스 아우렐리우스 코타를 파견했는데, 루쿨루스는 킬리키아로, 코타는 비티니아로 파견되었다. 루쿨루스 군은 육로로 폰토스를 침공하고, 코타 군은 폰토스 해군을 상대할 예정이었다. 코타 군은 칼케돈에서 미트리다테스 군과 교전했으며, 코타는 해군과 함께 그곳에 주둔하고 있었다. 로마 수비병들은 방어선 밖으로 출격하여 폰토스 군과 싸웠다. 그러나 폰토스 군은 로마군보다 수가 많았고, 로마군은 도시로 철수해야 했으며, 최소 3,000명의 병사가 사망했다. 이어서 미트리다테스는 항구를 급습하여 4척의 배를 파괴하고 나머지 60척을 나포했으며, 미트리다테스가 칼케돈을 떠나기 전에 수천 명의 로마 병사가 더 사망했다. 코타 군은 한때의 일부로 축소되었고, 미트리다테스는 인근 도시인 니카이아, 람프사쿠스, 니코메디아, 아파메이아를 무력하게 점령했다.
키지코스시는 미트리다테스의 진격에 저항하여, 기원전 73년 미트리다테스로 하여금 포위하게 만들었다. 도시는 루쿨루스가 지원군과 함께 도착하여 폰토스군을 역포위할 때까지 버텨냈다. 미트리다테스는 병자와 부상자를 태운 분견대를 보냈으나, 린다쿠스 전투에서 로마군에게 기습당했다. 미트리다테스는 그해 겨울에 포위를 뚫고 람프사쿠스로 진군했고, 루쿨루스는 그들을 추격하여 폰토스군을 더욱 소모시켰다.
세르토리우스의 지지자이자 미트리다테스의 고문인 마르쿠스 마리우스가 이끄는 폰토스 해군이 에게해로 출항했다. 루쿨루스는 림노스 근처의 한 섬에서 해군과 교전하여 32척의 배를 파괴하거나 나포하고 마리우스를 포로로 잡았다. 육군과 해군을 모두 처리한 후, 루쿨루스와 코타는 미트리다테스의 위협을 종식시키기 위한 폰토스 침공을 계획했으나, 그들이 실행하기 전에 미트리다테스는 중요한 도시 헤라클레이아 폰티카를 점령했다. 코타는 도시를 탈환하는 임무를 맡았고, 루쿨루스는 갈라티아 고원 지대를 통과하여 폰토스로 진군했다. 코타는 기원전 73년에 헤라클레이아 폰티카 포위를 시작했고, 도시가 로마군에게 함락되기까지 2년이 걸려 기원전 71년에 함락되었다.
기원전 72년에 루쿨루스는 갈라티아를 통해 폰토스의 심장부로 진군했으며, 그곳의 원주민 갈라티아인들이 로마군이 교전 없이 지나가도록 허락했다. 루쿨루스는 군대를 이끌고 비옥한 폰토스의 심장부를 약탈하여, 미트리다테스는 카비라 근처에서 루쿨루스와 싸우기 위해 4만 명의 군대를 집결시킬 수밖에 없었다. 루쿨루스는 카비라를 내려다보는 옛 요새를 점령했고, 미트리다테스는 로마 진지를 공격하여 카비라 전투를 시작했다. 미트리다테스의 초기 공격은 실패했고, 로마군이 반격할 수 있었다. 폰토스군은 로마 진지 앞에서 무너지고 후퇴했다. 미트리다테스는 동쪽으로 도주하여 사위이자 동맹인 티그라네스 2세 왕에게 아르메니아로 갔다.
미트리다테스가 폰토스를 떠난 후, 루쿨루스는 이 기회를 이용하여 왕국을 확보하고 병력을 파견하여 점령했다. 루쿨루스는 로마에 저항하던 아미수스를 포위하여 함락시킨 후, 폰토스의 주요 항구 도시인 시노페를 포위하여 격렬한 저항 끝에 함락시켰다. 루쿨루스는 아나톨리아에 머물렀고, 코타는 기원전 70년에 로마로 돌아갔다.
기원전 69년, 티그라네스는 미트리다테스, 즉 그의 장인을 로마군에게 넘겨주기를 거부한 후 아르메니아를 로마와의 분쟁에 끌어들였다. 루쿨루스는 다음 봄에 아르메니아를 침공했다. 루쿨루스는 아르메니아의 수도 티그라노케르타로 진군하여, 그곳에서 더 큰 아르메니아군과 교전하여 티그라노케르타 전투에서 격파했다. 기원전 68년 여름, 루쿨루스는 아르탁사타로 진군하여 아르탁사타 전투에서 또 다른 아르메니아군을 격파했다. 그런 다음 그는 북메소포타미아의 주요 요새이자 보고인 니시비스를 포위했다. 도시는 기원전 68년 겨울까지 루쿨루스에게 함락되었다.
기원전 67년 봄, 루쿨루스가 여전히 니시비스에 있는 동안, 미트리다테스는 폰토스로 돌아와 그 지역에 남아 있던 로마군과 싸웠다. 니시비스 포위에 루쿨루스를 지원하기 위해 병력을 이끌고 오던 부관 가이우스 발레리우스 트리아리우스는 미트리다테스의 갑작스러운 복귀에 맞서 폰토스의 로마군을 지휘하게 되었다. 폰토스군과 로마군은 젤라 전투에서 교전했으며, 로마군은 7,000명의 사상자와 24명의 트리부누스, 150명의 켄투리온을 잃고 패배했다. 이 패배로 로마군은 폰토스에서 철수할 수밖에 없었고, 미트리다테스는 다시 자신의 왕국을 완전히 장악하게 되었다.
기원전 67년 겨울, 루쿨루스는 니시비스를 포위하고 있는 동안, 전쟁 내내 계속 싸우면서 병사들로부터 불안에 직면했다. 루쿨루스는 병사들을 설득하여 충성을 유지하게 했지만, 소아시아로 돌아가 폰토스나 아르메니아를 침공하는 대신 로마 속주만 보호하기로 동의했다. 다음 해인 기원전 66년, 원로원은 로마의 영향력 있는 장군 중 한 명인 그나이우스 폼페이우스에게 동방의 로마군 지휘권을 부여하여 전쟁을 종결시키도록 했다.
폼페이우스는 군대를 이끌고 폰토스로 들어가 그해 말 폰토스 중앙의 리쿠스강에서 미트리다테스와 교전했다. 폼페이우스는 미트리다테스를 격파하여 폰토스 측에 최소 1만 명의 사상자를 입혔고 미트리다테스는 콜키스로 도주했다. 미트리다테스는 다음 해인 기원전 65년에 맏아들 마카레스가 로마의 지원을 받아 지배하고 있던 크림반도의 땅으로 흑해를 건넜다. 미트리다테스가 크림반도에 상륙한 후 마카레스가 사망했고, 미트리다테스는 로마가 지지하던 통치로부터 그 땅을 장악할 수 있었다.
리쿠스에서의 승리 후 폼페이우스는 아르메니아로 진군하여 티그라네스와 합의하여 아르메니아를 로마의 동맹국으로 만들었다. 기원전 64년까지 폼페이우스는 미트리다테스를 약화시키기 위해 보스포로스 크림반도에 해상 봉쇄를 설정한 후 남쪽으로 시리아로 진군하여 아르메니아가 소유한 땅을 점령하고 안티오키아와 같은 지역의 중요한 도시들을 점령했다. 기원전 63년에는 다마스쿠스와 같은 도시들을 점령한 후 유대아의 내전에 개입하여 유대아를 로마의 종속국으로 만들었다.
기원전 63년, 미트리다테스는 판티카파이온의 성채로 후퇴하여 로마군과 싸울 병력을 모으려 했다. 그러나 그의 아들 파르나케스 2세가 지친 백성의 지지를 받아 그에게 반란을 일으키자 미트리다테스는 자살했다. 파르나케스는 아버지의 시신을 폼페이우스에게 보냈고, 폼페이우스는 그에게 여전히 소유하고 있던 크림반도 땅을 허락하고 그를 로마의 동맹으로 인정했다. 점령된 아나톨리아와 시리아 땅은 로마 속주로 편입되었고, 아르메니아와 유대아는 로마의 동맹 종속국이 되었다. 전쟁에서의 폼페이우스의 성공은 장군으로서 그의 정치 경력을 더욱 부각시켰으며, 전쟁 중의 노력에 대해 로마에서 개선식을 거행하게 되었다.

## 고전 문헌

### 디오도로스 시켈로스
디오도로스 시켈로스의 저작 중 미트리다테스 전쟁과 내전을 혼합하여 요약한 37~40권의 조각들이 충분히 남아 있다.

### 벨레이우스
아시아 저녁기도 학살에서 시작하여 내전과 관련된 미트리다테스 전쟁의 사건들에 대한 간략한 요약은 벨레이우스 파테르쿨루스의 2권에서 찾을 수 있다.

### 티투스 리비우스
미트리다테스 전쟁과 가장 가까운 현존하는 역사서는 리비우스 (기원전 59년 – 서기 17년)의 로마사이며, 이는 기원전 27년에서 9년 사이에 쓰여진 142권으로 구성되어 있다. 이는 내부 사건으로 연대를 알 수 있는데, 그는 아우구스투스를 언급하며, 아우구스투스는 기원전 27년까지 칭호를 받지 못했고, 언급된 마지막 사건은 기원전 9년 드루수스의 죽음이다. 리비우스는 아우구스투스의 절친한 친구였고, 아우구스투스에게 자신의 작품을 부분적으로 읽어주었으며, 이는 그가 로마의 기록과 문서에 접근할 수 있었음을 의미한다. 그는 주로 파도바에서 은둔하며 작업했다. 리비우스는 마지막 미트리다테스 전쟁이 끝난 지 몇 년 후에 태어났으며, 후기 공화정 시대에 성장했다. 파도바에 있었기 때문에 내전에는 휘말리지 않았다. 그는 아마 자신의 프로젝트를 위해 대도시로 갔을 것이다. 그의 작품의 성격은 황제의 관심을 즉시 불러일으켰고 (황제는 어디든 눈과 귀를 가지고 있었다), 황제는 자신의 친구들에게는 아우구스투스가 아닌 옥타비아누스임을 분명히 했다 (황제는 종종 의무를 지루하고 무력하게 느꼈다). 따라서 리비우스는 미트리다테스 전쟁으로부터 한 세대밖에 떨어지지 않은 시기에 가장 유리한 환경과 최상의 상황에서 글을 썼다.
142권 중 35권만이 남아 있다. 리비우스는 제목이나 시대 이름을 사용하지 않았다. 그 또는 그의 가까운 사람이 각 권의 내용을 요약한 페리오카이(Periochae)를 썼다. 1권부터 140권까지는 페리오카이가 있다. 그들의 생존은 의심할 여지 없이 전체 작품이 필사하기에는 너무 길어서 "작은 리비우스"로 사용되었기 때문일 것이다. 미트리다테스 전쟁의 사건들은 오직 페리오카이에만 남아 있다.
"미트리다테스 전쟁"이라는 용어는 리비우스의 페리오카이 100권에서 단 한 번만 등장한다. 제3차 미트리다테스 전쟁이 너무 심각하게 진행되어 양당의 원로원 의원들이 연합하여 렉스 마닐리아를 민회에서 통과시켜 루쿨루스와 다른 사람들의 동방 지휘권을 박탈하고 대신 폼페이우스에게 넘기도록 했다. 페리오카이의 문구는 C. Manilius tribunus plebis magna indignatione nobilitatis legem tulit, ut Pompeio Mithridaticum bellum mandaretur, "인민의 호민관 가이우스 마닐리우스는 귀족들의 큰 분노에도 불구하고 폼페이우스에게 미트리다테스 전쟁을 맡기라는 법을 통과시켰다"이다. "귀족"은 보통 명령권을 가진 원로원이다. 폼페이우스가 명령의 원래 수령자인 술라를 섬기면서 "대왕"이라는 칭호를 받았기 때문에 "큰"이라는 단어에 말장난이 있을 수 있다. 술라는 사망했고, 루쿨루스가 그를 대신하여 명령을 보유하고 있었다. 이것은 호민관이 원로원의 법적 업무에 개입하는 것이다. 이제 그 분노가 컸다.
'미트리다테스 전쟁'은 역사가들의 서술적 용어일 뿐만 아니라 명령의 이름이기도 하다. 그러한 의미에서 이 전쟁은 아시아 저녁기도 학살 (현대 용어), 즉 카수스 벨리 이후 기원전 88년 원로원의 선전포고와 함께 시작되었다. 명령은 집정관에게 부여되었는데, 그 이름이 시사하듯이 거부하거나 실패할 경우 사형이라는 벌칙을 감수하며 이를 수행해야 했다. 마찬가지로, 오직 원로원만이 명령의 종료를 선언할 수 있었기 때문에 리비우스는 세 번의 미트리다테스 전쟁에 대해 언급하지 않는다. 술라가 미트리다테스와 합의에 도달했지만 이는 원로원에 의해 결코 받아들여지지 않았다. 임시 평화는 신사협정 이상도 이하도 아니었다. 이러한 정치적 게임에 지친 임시 평화 당사자들은 원로원을 우회하여 명령을 선점했을 뿐만 아니라 폼페이우스에게 전쟁을 종결시킬 권한을 부여했다. 그러나 이 전쟁은 기원전 63년 미트리다테스의 죽음과 함께 임무가 완료되면서 자동으로 종결되었다.

### 플로루스
플로루스는 미트리다테스 전쟁에 대한 가장 간략한 요약을 작성했다.

### 아피아노스
알렉산드리아의 아피아노스 (서기 95년경 – 서기 165년경)도 그의 로마사 중 이민족 전쟁 부분에서 미트리다테스 전쟁을 다룬다. 그의 기록은 세 차례의 분쟁 모두에 대한 가장 심층적인 견해를 제공한다.

## 현대 문헌

### 그리스 기념비 비문
그리스의 몇몇 시대 기념비 비문들은 제1차 미트리다테스 전쟁 동안 로마의 지휘 체계에 대해 약간의 빛을 비춘다.

## 같이 보기
- 근동 분쟁 목록

## 내용주
1. ↑  Sviatoslav, Dynastic Rearrangements, p. 1
2. ↑  Appian, Mithridatic Wars, 10
3. ↑  Sviatoslav, Dynastic Rearrangements, pp. 2–4
4. ↑  Appian, Mithridatic Wars, 11
5. ↑  Mayor, The Poison King, pp. 140–142; Appian, Mithridatic Wars, 11; Sviatoslav, Dynastic Rearrangements, p. 13
6. ↑  Mayor, The Poison King, pp. 142–144
7. ↑  Appian, Mithridatic Wars, 14
8. ↑  Appian, Mithridatic wars, 15; Golden, Crisis Management During the Roman Republic, p. 183
9. ↑  Florus, Epitome of Roman History, 40; Appian, Mithridatic Wars, 17–18
10. ↑  Mayor, The Poison King, pp. 154–156; Golden, Crisis Management During the Roman Republic, p. 185
11. ↑  Appian, Mithridatic Wars, 22 & 23; Plutarch, Life of Sulla, 24; Mayor, The Poison King, p. 171
12. ↑  Mayor, The Poison King, p. 174
13. ↑  Mayor, The Poison King, pp. 177–179; Appian, Mithridatic wars, 28
14. ↑  Florus, Epitome of Roman History, 14; Appian, Mithridatic Wars, 28–29
15. ↑  Mayor, The Poison King, p. 190
16. ↑  Appian, Mithridatic Wars, 28; Mayor, The Poison King, p. 190
17. ↑  Plutarch, Life of Sulla, 14
18. ↑  Brennan, The Praetorship in the Roman Republic, p. 557
19. ↑  Appian, Mithridatic Wars, 42–43; Plutarch, Life of Sulla, 15
20. ↑  Appian, Mithridatic Wars, 43–45, Florus, Epitome of Roman History, 10; Mayor, The Poison King, pp. 205–208
21. ↑  Appian, Mithridatic Wars, 64
22. 1 2  Appian, Mithridatic Wars, 65
23. ↑  Tony, Dictionary of battles and sieges
24. ↑  Matyzak, Philip. 《Mithridates the Great, Rome's Indomitable Enemy》. 101–102쪽.
25. ↑  Zarko, Bellum Dardanicum and the Third Mithridatic War, p. 4
26. ↑  Anthon, Charles & Smith, William, A New Classical Dictionary of Greek and Roman Biography, Mythology, and Geography, p. 226
27. ↑  Philip Matyszak, Mithridates the Great, Rome's indomitable Enemy, p. 104; Plutarch, Life of Lucullus, 8.
28. ↑  Philip Matyszak, Mithridates the Great, Rome's indomitable Enemy, p. 104; Plutarch, Life of Lucullus, 8.
29. ↑  Lee Fratantuono, Lucullus, the life and campaigns of a Roman conqueror, p. 60; Philip Matyszak, Mithridates the Great, Rome's indomitable enemy, p. 112.
30. ↑  Appian, Mithridatic Wars, 77
31. ↑  Lee Fratantuono, Lucullus: the Life and Campaigns of a Roman Conqueror p. 159; Memnon, History of Heraclea, 29.
32. ↑  T. Robert S. Broughton, The Magistrates of the Roman Republic, Vol II (1952), pp. 110, 116 & 122
33. ↑  Philip Matyszak, Mithridates the Great: Rome's Indomitable Enemy; Plutarch, Life of Lucullus, 14.
34. ↑  Appian, Mithridatic Wars, 80
35. ↑  Plutarch, Life of Lucullus, 13
36. ↑  Plutarch, Life of Lucullus, 26; Appian, Mithridatic Wars, 85 & 86
37. ↑  Plutarch, Life of Lucullus, 31; Appian, Mithridatic Wars, 87; Mayor, The Poison King, 304–306
38. ↑  Plutarch, Life of Lucullus, 31
39. ↑  Philip Matyszak, Mithridates the Great, Rome's Indomitable Enemy, p. 139; Lee Fratantuono, Lucullus, the Life and Campaigns of a Roman Conqueror, pp. 104–105;
40. ↑  Appian, Mithridatic Wars, 89; Mayor, The Poison King, 310 & 311
41. ↑  Mayor, The Poison King, p. 306
42. ↑  Appian, Mithridatic Wars, 90 & 91
43. ↑  Mayor, The Poison King, pp. 319–323; Appian, Mithridatic Wars, 100
44. ↑  Appian, Mithridatic Wars, 102
45. ↑  Appian, Mithridatic Wars, 104; Florus, Epitome of Roman History, 40; Mayor, The Poison King, p. 330
46. ↑  Appian, Mithridatic wars, 106
47. ↑  Appian, Mithridatic Wars, 111; Mayor, The Poison King, pp. 345 & 346
48. ↑  Appian, Mithridatic Wars, 113
49. ↑  “Diodorus Siculus, Book 37 (fragments covering the period 91–88 B.C.)”. Attalus.
50. ↑  Velleius 2018, Chapters 17–58
51. ↑  "History" here means the work of the classical historians, men who set as their targets a general history of events, rather than science, philosophy or creative literature. Some historians wrote contemporaneously with the events, but their work has not survived. Fragments of others survive. This section is for more extensive survivals.
52. ↑  An extensive introduction to Livy and his work is given in Livy (1967). 〈Introduction〉.   Warmington, E. H. 《Livy in fourteen volumes》. The Loeb Classical Library I. 번역 Foster, B. O. Cambridge, Massachusetts; London: 하버드 대학교 출판부; William Heinemann Ltd.
53. ↑  Florus 2018, Book 40

### 고전
- Appian (1995).  Lendering, Jona, 편집. 《Appian, The Mithridatic Wars》. 번역 White, Horace. Livius.org. 2015년 11월 16일에 원본 문서에서 보존된 문서. 2020년 3월 26일에 확인함.* Appian (2005),, translation by Horace White and Jona Lendering, Livius.org
- Florus (2018).  Thayer, William, 편집. 《Florus: Epitome of Roman History》. 번역 Forster, E. S. penelope.uchicago.edu.
- Livy (2014). 《The History of Rome》. 번역 Baker, George. University of Adelaide. 2019년 4월 19일에 원본 문서에서 보존된 문서. 2018년 2월 2일에 확인함.
- Lucius Annaeus Florus (1929), Epitome of Roman History, translation by E. S. Forster, Cambridge, Mass., Harvard University Press
- Plutarch (2012).  Thayer, William, 편집. 《The Life of Sulla》. 번역 Perrin, Bernadotte. penelope.uchicago.edu.
- Plutarch (1886), Life of Lucius Cornelius Sulla, translation by Hubert A. Holden, Cambridge, England, Cambridge University Press
- Plutarch (1917), Plutarch's Lives, translation by Bernadotte Perrin, Cambridge, Mass., Harvard University Press
- Velleius (2018).  Thayer, William, 편집. 《Velleius Paterculus: The Roman History》. 번역 Shipley, Frederick W. penelope.uchicago.edu.

## 추가 자료
- Burcu Erciyas, Deniz. 2005. Wealth, aristocracy and royal propaganda under the Hellenistic kingdom of the Mithridatids in the central Black Sea region of Turkey. Leiden: Brill.
- Broughton, Robert S. 1951. The Magistrates of the Roman Republic.
- Corey Brennan. 2000. The Praetorship in the Roman Republic Vol. 2 [...] Oxford [U.A.] Oxford Univ. Press.
- Dmitriev, Sviatoslav. 2006. “Cappadocian Dynastic Rearrangements on the Eve of the First Mithridatic War.” Historia 55 (3): 285–97
- Fratantuono, Lee. 2017. Lucullus. Pen and Sword.
- Gabrielsen, Vincent, and John Lund, eds. 2007. The Black Sea in Antiquity: Regional and interregional economic exchanges. Aarhus, Denmark: 아르후스 대학교 출판부.
- Golden, Gregory K. 2013. Crisis Management during the Roman Republic : The Role of Political Institutions in Emergencies. Cambridge: Cambridge University Press.
- Matyszak, Philip. 2009. Mithridates the Great. Pen and Sword.
- Mayor, Adrienne. 2010. The Poison King : The Life and Legend of Mithridates, Rome’s Deadliest Enemy. Princeton ; Oxford: Princeton University Press, Cop.
- McGing, Brian C. 1986. The foreign policy of Mithridates VI Eupator king of Pontos. Leiden: Brill.
- Petković, Žarko. 2014. “The Bellum Dardanicum and the Third Mithridatic War.” Historia 63 (2): 187–193
- Sherwin-White, Adrian N. 1984. Roman foreign policy in the East 168 B.C. to A.D. 1. London: Duckworth.
- Smith, William. 1850. A New Classical Dictionary of Greek and Roman Biography, Mythology and Geography.
- Sullivan, Richard D. 1990. Near Eastern royalty and Rome: 100–30 B.C. Toronto: 토론토 대학교 출판부.